# Megumi Yokota
Megumi Yokota (横田 めぐみ) (Nagoia, nascida em 5 de outubro de 1964) é uma menina japonesa que foi sequestrada por um agente norte-coreano em 1977 quando ela era uma aluna de ensino médio de treze anos. Ela era uma de ao menos dezessete cidadãos japoneses sequestrados pela Coreia do Norte nos anos 1970 e 80. O governo da Coreia do Norte admitiu ter sequestrado Yokota, mas afirmou que ela morreu no cativeiro. Os pais de Yokota e outros no Japão expressaram a crença de que ela ainda está viva na Coreia do Norte e realizaram uma campanha pública buscando sua volta ao Japão.
Personalidade brilhante e alegre. Ela adorava cantar e desenhar e estudou caligrafia e balé clássico. Ela frequentemente desenhava ilustrações no estilo de mangá feminino, como "A Rosa de Versalhes". Ela não apenas lia mangá, ela estava tão absorto nisso que até desenhou seu próprio mangá de história. Ela também adora ler e pegou emprestado a maior parte dos livros da biblioteca da escola durante os oito meses em que foi transferido de Hiroshima para sua escola primária em Niigata, antes de se formar.Ela leu extensivamente em uma variedade de campos, lendo as obras completas de Ryūnosuke Akutagawa e Natsume Soseki em vez das edições juniores, e também gostava de romances de mistério.
Tendo se mudado muitas vezes, ele rapidamente se acostumou com Niigata e fez amigos. No ensino fundamental, integrou um grupo coral e foi selecionado como um dos quatro alunos para cantar a parte solo da peça coral "The Wanderers"  
(composta por Robert Schumann), que foi interpretada por todos os 119 alunos da sexta série na cerimônia de formatura.  Na escola secundária, os membros do clube de badminton e colegas de classe a chamavam de “Yoko”. De acordo com um amigo, "Yoko" teve notas excelentes. A melhor amiga de Megumi Yokota deu-lhe acessórios de borboleta em seu aniversário. Ela disse que chorou muito pela primeira vez no dia em que Yoko desapareceu.
- Em 14 de novembro, um dia antes de seu desaparecimento, ela deu a seu pai, Shigeru, um pente de presente, dizendo-lhe: "De agora em diante, tenha cuidado com sua moda."
- Megumi Yokota cantando em uma música "Zigeunerleben" no solo de escola.

## História
Megumi Yokota foi sequestrada em 15 de novembro de 1977 aos treze anos de idade, enquanto caminhava para casa da escola em sua vila costeira na província de Niigata. Acredita-se que ela foi sequestrada porque presenciou atividades de agentes norte-coreanos no Japão e, portanto, os agentes queriam silenciá-la. Agentes norte-coreanos supostamente a arrastaram para um barco e a levaram direto para a Coreia do Norte para uma instalação, onde ela aprendeu a língua coreana. O nome dela foi trocado para Ryu Myong-suk. Ela acabou sendo designada para uma universidade onde espiões norte-coreanos aprendem línguas, costumes e práticas estrangeiras. Aqui ela ensinou japonês a espiões que estavam sendo treinados para se infiltrar no Japão. Também nas instalações anteriores estavam dois estudantes sul-coreanos, com idades entre 18 e 16 anos, que haviam sido sequestrados da Coreia do Sul em agosto de 1977 e em agosto do ano seguinte, mais três estudantes sul-coreanos de 16 anos foram sequestrados e levados para a mesma localidade. Estes incluíram Kim Young-nam, que mais tarde se casaria com Yokota. 
Depois de muitos anos de especulação e sem novas pistas, em janeiro de 1997, a informação sobre o sequestro de Megumi foi divulgada aos seus pais por Tatsukichi Hyomoto, um secretário de Atsushi Hashimoto,  por um telefonema.    Em 2002, a Coreia do Norte admitiu que ela e outros haviam sido sequestrados, mas alegou que ela havia cometido suicídio em 13 de março de 1994 e devolveu o que disse serem seus restos cremados. O Japão afirmou que um teste de DNA mostrou que eles não poderiam ter sido seus restos mortais (embora mais tarde tenha sido descoberto que um membro do corpo docente júnior sem análise anterior de espécimes cremados havia testado os restos mortais e pode tê-los contaminado acidentalmente), e sua família não acredita que ela teria se suicidado. Acredita-se que ela tenha sido sequestrada por Sin Gwang-su. 

## Controvérsia do DNA
Yokota teria morrido aos 29 anos. No entanto, o atestado de óbito fornecido em apoio a esta afirmação parece ter sido falsificado, e os testes de DNA nos restos mortais que dizem ser dela não foram uma correspondência positiva. 

## Atenção da mídia

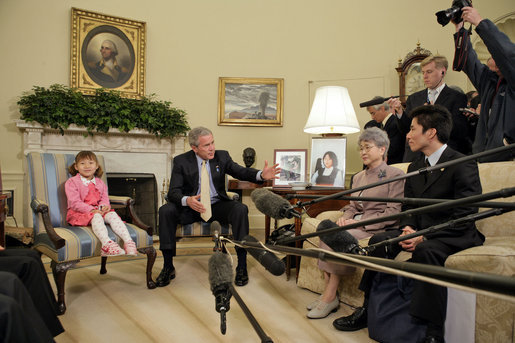
A mãe de Megumi Sakie Yokota (à direita perto da lâmpada)

Documentários feitos sobre Megumi e outros casos de sequestro incluem: KIDNAPPED! Os Casos de Abdução Japão-Coreia do Norte (2005), Abduction: The Megumi Yokota Story (2006), Megumi (2007),  e Megumi (2008). Em outubro de 2006, um especial foi ao ar na televisão japonesa intitulado Reunion ~ Megumi Yokota's Wish (Saikai ~Yokota Megumi-san no Negai~ ; 再会～横田めぐみさんの願い). Ele estrelou Mayuko Fukuda como uma jovem Yokota, e Nana Katase como uma Yokota adulta.
Em 10 de outubro de 2011, o Japan Today informou que um desertor havia afirmado que Yokota ainda estava viva, mas que ela não tinha permissão para deixar a Coreia do Norte porque estava de posse de informações confidenciais. 
Em outubro de 2011, as agências de inteligência sul-coreanas relataram que acreditavam que dezenas de vítimas de sequestro sul-coreanas e japonesas foram transferidas para Wonhwa-ri, na província de Pyongan do Sul; este grupo pode ter incluído Yokota, Yaeko Taguchi e Tadaaki Hara. 